# 亚塞尔·十娃子
雅斯尔·十娃子（1906年5月18日—1988年6月18日），是前苏联东干族诗人、作家与学者。

## 名字
雅斯尔·十娃子的名字在现代西里尔东干文中写作Ясыр Шывазы。他的名字雅斯尔（东干文Ясыр）又译为亚瑟儿、亚斯尔、亚塞儿等，源自阿拉伯语ياسر‎，一般译成亚西尔，意为“发财”。根据葛维达的研究，他的姓（Шывазы）用汉字写作“十娃子”意即第十个孩子。雅斯尔的祖父本姓杨，名十娃子，后来十娃子成为了后代的姓氏。这种三个音节的姓在前苏联的东干族人中很常见。2014年，中国新闻网的记者李德华在采访十娃子的侄女十娃子·祖合拉（当时使用的中文名）时，建议将其原本的家族姓氏“十娃子”改为王国杰教授在《东干族形成发展史》一书中所用的“什娃子”，并在名字最前面冠以原先的家族姓氏“杨”，祖合拉接受了该建议，将诗人十娃子的中文名定为“杨·亚塞尔·什娃子”。

## 生平
1906年5月18日，雅斯尔·十娃子出生于吉尔吉斯斯坦比什凯克约30公里外的阿列克桑德罗夫卡村。其父母与祖父母均是在同治陕甘回变和《伊犁条约》签署后的19世纪80年代早期来自中国陕西省的移民。
1916年，当他10岁的时候被送到乡里的伊斯兰学校学习。正如他后来提到的那样，他很幸运地从学校毕业而没有成为阿訇。
1917年十月革命后，雅斯尔的父亲主麻子（Dzhumaza Shivaza，东干文：Шывазы Джумаза)参与了当地苏维埃势力的建设，并于1919年正式加入苏联共产党，后来又成为了当地村委员会的主席。
1924年，雅斯尔·十娃子进入塔什干的鞑靼少数民族教育学院学习。在此期间的6年中，他与其他东干族学生（如尤素普·杨善新和胡塞·马凯等）尝试用阿拉伯字母拼写东干文，并用东干文写诗。
1930年，雅斯尔·十娃子从学院毕业，回到了阔别6年的故乡，随后被派往伏龙芝东干族学校任教。
1933年，与同为东干人的列宁格勒北方少数民族学院毕业生萨丽玛（Салима）结婚。他编著的至少3本东干语教材也在这一年出版了。
1934年，他被调往刚成立的吉尔吉斯国家出版社东干文学部任编辑，直到1941年。并于当年加入苏联作家协会。他开始将俄语经典文学作品翻译成东干文；1937年，他翻译的普希金诗集在伏龙芝出版。
1938年，他开始担任吉尔吉斯作家协会的文学顾问。同年，中国诗人萧三访问了吉尔吉斯斯坦，雅斯尔·十娃子与其会晤。
第二次世界大战爆发时，雅斯尔·十娃子正在奥什地区学习，学习结束后，任吉尔吉斯作家协会主席。
1942年，他开始从事战事工作，带着各种任务，前往西部前线，还到过波兰、保加利亚、罗马尼亚、德国进行采访报道。
苏德战争结束后，雅斯尔·十娃子开始组织专家进行东干文的创制。1956年，他获得了苏联劳动红旗勋章。1957年，应邀参加中国新疆维吾尔自治区作家协会成立大会。会后又被老舍引介到北京参观访问。同年5月返回吉尔吉斯斯坦投入办报工作。7月1日，以斯拉夫字母为拼写字母的东干文报纸《苏联回族报》开始发行，不久后又改名为《十月的旗》。雅斯尔担任该报的首席编辑直到1966年退休。
退休后依然从事文学创作直到去世。

## 原创作品
十娃子的文学作品是多产而又丰富的。除了政治方面的诗歌与故事外，他还写过情诗，表现过去与现在东干人民生活的诗，关于中国的诗以及儿童的诗等等。
因东干人大都不曾学习过中国的书面文化，不谙汉字，所以包括十娃子创作的诗歌散文在内的东干文学多以东干族口语为主要载体。
十娃子的作品集出版过中文版：
- [吉]M.X.依玛佐夫 著，林涛、崔凤英 译. . 世界图书出版公司. 2015年.

### 诗样《白蝴蝶儿》
《白蝴蝶儿》一诗出版于1974年，英文版由葛维达（1991年）翻译，汉字版由葛维达转写。

| Бый хўтер Тэйон җошон, бый хўтер, Ни тэ гощин. Ни лян җин гуон фадини, Чиди чун фын. Йисыр ни до тяншонли, Зущён бый юн. Йисыр зу до хуайүанли. Ба щян хуар вын. Җяр хуардини, вә канди, Ниди щин го. Дусы ниди да хуайүан, Ни ющир луә. Ни лян хун хуар фадини, Тэёнйибан. Дын нидини мо җүхуар. Щүәбый модан... Нисы чунтян, гуон зоди Хуар кэди вон. Зун луәбудо, хўтер-а, Җин фуершон. | 白蝴蝶儿 太阳照上，白蝴蝶儿， 你太高兴。 你连金光耍的呢， 骑的春风。 一时你到天上了， 走向白云。 一时走到花园里， 把鲜花儿闻。 拣花儿的你，我看的， 你的心高。 都是你的大花园， 你有心儿落。 你连红花儿耍的呢， 太阳一般。 等你的呢毛菊花儿， 雪白牡丹…… 你是春天，光找的 花儿开的旺。 总落不到，蝴蝶儿啊， 金树叶儿上。 | White Butterfly The sun is shining on a white butterfly, You are so happy. You are playing with a golden ray, Riding the spring wind. Now you are up in the sky, Reaching towards the white clouds. Now you are in the garden, Sniffing the fresh flowers In selecting the flowers, I see, Your ambition is high. The whole garden is yours, Alight wherever you like. You are playing with a red flower, Which is like the sun. The chrysanthemums are waiting for you, And the snow-white peonies... You are like spring, seeking only The flowers in full bloom. But you could never, oh butterfly, Alight upon a golden leaf. |

## 翻译作品
为了将东干文的文学作品带给东干人民，十娃子翻译了大量的俄语经典文学作品。他翻译过普希金、米哈伊尔·莱蒙托夫、安德烈·谢尔盖耶维奇·涅克拉索夫和弗拉基米尔·弗拉基米罗维奇·马雅可夫斯基的作品；瓦西里·伊万诺维奇·列别捷夫-库马奇的歌词以及列夫·托尔斯泰、安东·契诃夫和马克西姆·高尔基的散文；乌克兰诗人塔拉斯·谢甫琴科的诗歌；吉尔吉斯诗人Toktogul Satylganov和Aaly Tokombaev以及白俄罗斯诗人杨卡·库巴拉。由于精通吉尔吉斯语，他也将自己的部分作品翻译成了吉尔吉斯文。

### 译文样本
下面是十娃子翻译的普希金《牧师和他的工人巴尔达的故事》的头两节。左边为西里尔东干文，中间为转写的汉字译文，右边为英文译文：

| Нэхур ю йигә лодолэ, Тасы йигә мынтулэ, Лодо зэ базаршон җуан, Та ба юди за хуа кан. Йигә Балда до мянчян, Бу җы та вон нани җуан, Та ги лодо фәди хо: "Виса ни җир чеди зо, Ни зэ җытар ба са зо?" | 那侯有一个老道来, 他是一个朦头来, 老道在巴扎上转, 他把有的杂货看. 一个巴尔达到面前, 不知他往那里转, 他给老道说得好： ＂为啥你今儿起得早？ 你在这达儿把啥找？＂ | There was a priest, He was dim-witted. The priest was walking around the bazaar, He looked at all kinds of goods. One Balda came up to him, Himself not knowing where he was going, He said to the priest: "Why did you get so early today? What are you looking for here?" |

## 主要来源
- Svetlana Rimsky-Korsakoff Dyer, "Iasyr Shivaza: The Life and Works of a Soviet Dungan Poet". Verlag Peter Lang GmbH, 1991. ISBN 3-631-43963-6.  (Contains a detailed bibliography and ample samples of Shivaza works', some in the original Cyrillic Dungan, although most in a specialized transcription, with English and sometimes standard Chinese translations).

## 其他文献
- Сушанло Мухамед, Имазов Мухаме.  "Совет хуэйзў вынщүә". Фрунзе, "Мектеп" чубаншә, 1988. (Mukhamed Sushanlo, Mukhame  Imazov. "Dungan Soviet Literature: textbook for 9th and 10th grade". Frunze, 1988). ISBN 5-658-00068-8.

## 延伸阅读
- [吉尔吉斯]М.Х.伊玛佐夫编著，丁宏编译. . 宁夏人民出版社. 2001年.
- 常文昌、常立霓. . 阳光出版社. 2014年.